# Liste der Geotope im Rhein-Neckar-Kreis
Diese sortierbare Liste der Geotope im Rhein-Neckar-Kreis enthält die Geotope des baden-württembergischen Rhein-Neckar-Kreis, die amtlichen Bezeichnungen für Namen und Nummern sowie deren geographische Lage. Die Geotope sind im Geotop-Kataster Baden-Württemberg dokumentiert und umfassen Aufschlüsse von Gesteinen, Böden, Mineralien und Fossilien sowie besondere Landschaftsteile.

## Liste
Im Landkreis sind 135 Geotope (Stand 18. Februar 2022) vom Landesamt für Geologie, Rohstoffe und Bergbau (LGRB) ausgewiesen:
| Steckbrief Nr. (PDF) | Name                                                                                        | Geotoptyp          | Gemeinde/Stadt, Gemarkung                            | Koordinaten                     | Bild | Bemerkungen |
| -------------------- | ------------------------------------------------------------------------------------------- | ------------------ | ---------------------------------------------------- | ------------------------------- | ---- | --- |
| 3701                 | Löwenfelsen SE von Eberbach                                                                 | Felsformation      | Eberbach                                             | 49° 27′ 34,5″ N, 8° 59′ 33,4″ O |      | Geologische Einheit: Unterer Buntsandstein Status: geschützt Geotop-ID ND2                                                                              |
| 3702                 | Lumpenfelsen, Eberbach                                                                      | Felsformation      | Eberbach                                             | 49° 29′ 14,8″ N, 9° 1′ 55,5″ O  |      | Geologische Einheit: Mittlerer Buntsandstein Status: geschützt Geotop-ID ND5                                                                            |
| 3703                 | Hölzerlipsfelsen, Eberbach                                                                  | Felsformation      | Eberbach                                             | 49° 27′ 39,7″ N, 9° 1′ 32,6″ O  |      | Geologische Einheit: Mittlerer Buntsandstein Status: geschützt Geotop-ID ND4                                                                            |
| 3704                 | Teufelskanzel, Eberbach                                                                     | Felsformation      | Eberbach                                             | 49° 26′ 50,1″ N, 9° 0′ 15,6″ O  |      | Geologische Einheit: Mittlerer Buntsandstein Status: geschützt Geotop-ID ND3                                                                            |
| 3705                 | Steinbruchwand am Kranichsberg, Eberbach                                                    | Aufschluss         | Eberbach                                             | 49° 26′ 49,2″ N, 9° 0′ 16,1″ O  |      | Geologische Einheit: Unterer Buntsandstein Status: geschützt Geotop-ID ND1                                                                              |
| 3706                 | Aufg. Steinbruch auf dem Kallenberg NE von Eschelbronn                                      | Aufschluss         | Eschelbronn                                          | 49° 19′ 31,9″ N, 8° 52′ 25,6″ O |      | Geologische Einheit: Oberer Muschelkalk Status: mit geschützt (NSG Kallenberg und Kaiserberg)                                                           |
| 3707                 | Steinernes Ross W von Balzenbach                                                            | Felsformation      | Hemsbach                                             | 49° 36′ 1,1″ N, 8° 40′ 50,8″ O  |      | Geologische Einheit: Granodiorit Status: geschützt Geotop-ID ND9                                                                                        |
| 3708                 | Steinerne Kanzel NE von Leutershausen                                                       | Felsformation      | Hirschberg an der Bergstraße Gemarkung Leutershausen | 49° 30′ 13,7″ N, 8° 40′ 36,2″ O |      | Geologische Einheit: Granit Status: geschützt Geotop-ID ND8                                                                                             |
| 3709                 | Hockenheimer Rheinbogen NW von Hockenheim                                                   | Landschaftselement | Hockenheim                                           | 49° 20′ 34,8″ N, 8° 31′ 45,9″ O |      | Geologische Einheit: Pleistozäner Dünensand Status: mit geschützt (NSG Hockenheimer Rheinbogen (30 Teilgebiete))                                        |
| 3710                 | Aufg. Steinbruch Mannebusch NNE von Leimen                                                  | AufschlussFile:    | Leimen                                               | 49° 21′ 17,6″ N, 8° 41′ 41,1″ O |      | Geologische Einheit: Unterer Muschelkalk Status: mit geschützt (NSG Steinbruch Leimen)                                                                  |
| 3711                 | Aufg. Sandgrube im Gewann Grafenrain NW von Mauer                                           | Aufschluss         | Mauer                                                | 49° 20′ 52,5″ N, 8° 48′ 2,8″ O  |      | Geologische Einheit: Sande und Kiese des Neckars in der Günz-Kaltzeit Status: mit geschützt (NSG Sandgrube am Grafenrain) Fundort Unterkiefer von Mauer |
| 3712                 | Sandhausener Dünen im südlichen Ortsbereich von Sandhausen                                  | Landschaftselement | Sandhausen                                           | 49° 20′ 1,4″ N, 8° 39′ 30,8″ O  |      | Geologische Einheit: Pleistozäne Flugsande Status: mit geschützt (NSG Sandhausener Dünen Pferdstrieb)                                                   |
| 3713                 | Aufg. Steinbruch am Hirschhorner Hals am S Ortsende von Ersheim                             | Aufschluss         | Schönbrunn                                           | 49° 26′ 32,8″ N, 8° 54′ 11,7″ O |      | Geologische Einheit: Mittlerer Buntsandstein Status: mit geschützt (NSG Neckarufer Seitelsgrund-Moosklinge)                                             |
| 3714                 | Aufg. Steinbruch bei der Moosklinge zwischen Hirschhorn und Pleutersbach                    | Aufschluss         | Schönbrunn                                           | 49° 26′ 22,5″ N, 8° 55′ 22,2″ O |      | Geologische Einheit: Mittlerer Buntsandstein Status: mit geschützt (NSG Neckarufer Seitelsgrund-Moosklinge)                                             |
| 3715                 | Blockfeld Moosklinge N von Moosbrunn                                                        | Landschaftselement | Schönbrunn                                           | 49° 26′ 7″ N, 8° 55′ 58″ O      |      | Geologische Einheit: Mittlerer Buntsandstein Status: mit geschützt (NSG Neckarufer Seitelsgrund-Moosklinge)                                             |
| 3716                 | Spatschlucht NE von Schriesheim                                                             | Aufschluss         | Schriesheim                                          | 49° 28′ 57,2″ N, 8° 41′ 55,7″ O |      | Geologische Einheit: Schwerspat Status: geschützt Geotop-ID ND7                                                                                         |
| 3717                 | Schwedenschanze, Schriesheim                                                                | Felsformation      | Schriesheim                                          | 49° 28′ 17,5″ N, 8° 40′ 33,9″ O |      | Geologische Einheit: Rhyolith Status: geschützt Geotop-ID ND6                                                                                           |
| 3718                 | Böschungsaufschluss am NW-Sporn des Wendenkopfs                                             | Aufschluss         | Schriesheim                                          | 49° 28′ 22,7″ N, 8° 42′ 35,6″ O |      | Geologische Einheit: Rhyolith Status: mit geschützt (NSG Wendenkopf)                                                                                    |
| 3719                 | Aufg. Steinbruch am Ölberg SE von Schriesheim                                               | Aufschluss         | Schriesheim                                          | 49° 28′ 8,5″ N, 8° 40′ 42,9″ O  |      | Geologische Einheit: Rhyolith Status: mit geschützt (NSG Ölberg)                                                                                        |
| 3720                 | Aufg. Steinbruch ca. 600 m SE des Friedhofs von Steinsfurt am N-Hang des Galgenbergs        | Aufschluss         | Sinsheim Gemarkung Reihen                            | 49° 13′ 52,2″ N, 8° 55′ 14,5″ O |      | Geologische Einheit: Unterer Muschelkalk Status: mit geschützt (NSG Steinbruch Kirchardter Berg)                                                        |
| 3721                 | Aufg. Steinbruch, Hoffenheimer Klinge, Hoffenheim                                           | Aufschluss         | Sinsheim                                             | 49° 15′ 48,5″ N, 8° 51′ 16,9″ O |      | Geologische Einheit: Oberer Muschelkalk Status: mit geschützt (NSG Hoffenheimer Klinge (3 Teilgebiete))                                                 |
| 3722                 | Aufg. Steinbruch Ostseite Hoffenheimer Klinge SE vom Bhf. Hoffenheim                        | Aufschluss         | Sinsheim                                             | 49° 15′ 42″ N, 8° 51′ 7″ O      |      | Geologische Einheit: Oberer Muschelkalk Status: mit geschützt (NSG Hoffenheimer Klinge (3 Teilgebiete))                                                 |
| 3723                 | Aufg. Steinbruch am N-Hang des Hummelbergs SW von Schloss Schatthausen                      | Aufschluss         | Wiesloch Schatthausen                                | 49° 18′ 56,3″ N, 8° 45′ 11,9″ O |      | Geologische Einheit: Unterer Muschelkalk und Oberer Muschelkalk Status: geschützt (Naturdenkmal Steinbruch Hummelberg)                                  |
| 3724                 | Aufg. Steinbruch an der W-Spitze des Kirchenrückwalds                                       | Aufschluss         | Dielheim Gemarkung Horrenberg                        | 49° 17′ 31,6″ N, 8° 46′ 26,1″ O |      | Geologische Einheit: Bunte Mergel Schilfsandstein |
| 3725                 | Aufg. Steinbruch am S-Hang der Schauenburg NNE von Dossenheim                               | Aufschluss         | Dossenheim                                           | 49° 27′ 30,6″ N, 8° 40′ 44,7″ O |      | Geologische Einheit: Rhyolith |
| 3726                 | Aufg. Steinbruch im Bachspring E von Dossenheim, ca. 1300 m NW des Weißen Steins (AT)       | Aufschluss         | Dossenheim                                           | 49° 27′ 33,2″ N, 8° 42′ 27,5″ O |      | Geologische Einheit: Unterer Buntsandstein |
| 3727                 | Steinbruch Vatter, Dossenheim                                                               | Aufschluss         | Dossenheim                                           | 49° 27′ 22,2″ N, 8° 41′ 0,6″ O  |      | Geologische Einheit: Rhyolith |
| 3728                 | Wegböschung am S-Hang der Kronenburg, ca. 1900 m W des Weißen Steins (AT)                   | Aufschluss         | Dossenheim                                           | 49° 27′ 9,7″ N, 8° 41′ 46,4″ O  |      | Geologische Einheit: Rhyolith |
| 3729                 | Aufg. Steinbruch an Straße Eberbach-Igelsbach                                               | Aufschluss         | Eberbach                                             | 49° 27′ 42,9″ N, 8° 57′ 13,3″ O |      | Geologische Einheit: Unterer Buntsandstein |
| 3730                 | Aufg. Steinbruch an Straße E von Igelsbach                                                  | Aufschluss         | Eberbach                                             | 49° 27′ 43,5″ N, 8° 57′ 13,8″ O |      | Geologische Einheit: Unterer Buntsandstein |
| 3731                 | Aufg. Steinbruch an der SW-Seite des Ohrsbergs                                              | Aufschluss         | Eberbach                                             | 49° 28′ 3,6″ N, 8° 59′ 5,1″ O   |      | Geologische Einheit: Unterer Buntsandstein |
| 3732                 | Aufg. Steinbruch Zitterkopf SE vom Bhf. Gaimühle                                            | Aufschluss         | Eberbach                                             | 49° 29′ 34,2″ N, 9° 2′ 57,1″ O  |      | Geologische Einheit: Unterer Buntsandstein |
| 3733                 | Aufg. Steinbruch Breitenstein oberh. der Neckarhälde E von Eberbach                         | Aufschluss         | Eberbach                                             | 49° 27′ 18,3″ N, 9° 0′ 1,2″ O   |      | Geologische Einheit: Unterer Buntsandstein |
| 3734                 | Aufg. Steinbruch N der Schleuse bei Rothenbach S von Rockenau                               | Aufschluss         | Eberbach                                             | 49° 26′ 8,1″ N, 9° 0′ 13,6″ O   |      | Geologische Einheit: Unterer Buntsandstein |
| 3735                 | Straßenböschung an der B 45 ca. 100 m NW der Bahnunterführung W von Eberbach                | Aufschluss         | Eberbach                                             | 49° 27′ 47,4″ N, 8° 57′ 48,6″ O |      | Geologische Einheit: Unterer Buntsandstein |
| 3736                 | Aufg. Steinbruch am Waldweg zum Gretengrund, östl. von Igelsbach                            | Aufschluss         | Eberbach                                             | 49° 27′ 53,9″ N, 8° 57′ 23,3″ O |      | Geologische Einheit: ? |
| 3737                 | Aufg. Steinbruch S vom Friedhof, Rockenau                                                   | Aufschluss         | Eberbach Gemarkung Rockenau                          | 49° 26′ 20,7″ N, 8° 59′ 55,2″ O |      | Geologische Einheit: Unterer Buntsandstein |
| 3738                 | Aufg. Steinbruch am Polaschenbrunnen E von Waldwimmersbach                                  | Aufschluss         | Epfenbach                                            | 49° 21′ 59,3″ N, 8° 54′ 52,4″ O |      | Geologische Einheit: Oberer Buntsandstein |
| 3739                 | Aufg. Steinbruch E von Waldwimmersbach                                                      | Aufschluss         | Epfenbach                                            | 49° 21′ 59,7″ N, 8° 54′ 53,9″ O |      | Geologische Einheit: ? |
| 3740                 | Aufg. Steinbruch E von Eschelbronn an der Bahnlinie                                         | Aufschluss         | Eschelbronn                                          | 49° 19′ 18″ N, 8° 52′ 23,6″ O   |      | Geologische Einheit: Mittlerer Muschelkalk Unterer Muschelkalk                                                                                          |
| 3741                 | Böschung an der SW-Ecke des Sportplatzes von Gaiberg                                        | Aufschluss         | Gaiberg                                              | 49° 22′ 8,2″ N, 8° 44′ 44,2″ O  |      | Geologische Einheit: Oberer Buntsandstein |
| 3742                 | Aufschluss an der Straße am W-Hang des Buch ca. 600 m SSE von Bärsbach                      | Aufschluss         | Heiligkreuzsteinach Gemarkung Lampenhain             | 49° 30′ 1″ N, 8° 46′ 20,4″ O    |      | Geologische Einheit: Feldspat |
| 3743                 | Acker an der Straße Kohlhof-Lampenhain beim Birkenbrunnen ca. 1100 m NE von Altenbach       | Landschaftselement | Heiligkreuzsteinach Gemarkung Lampenhain             | 49° 29′ 22″ N, 8° 45′ 39,1″ O   |      | Geologische Einheit: Rotliegend |
| 3744                 | Aufg. Steinbruch am Hoheberg, Flinsbach                                                     | Aufschluss         | Helmstadt-Bargen Gemarkung Flinsbach                 | 49° 18′ 17,7″ N, 9° 0′ 16″ O    |      | Geologische Einheit: Oberer Muschelkalk |
| 3745                 | Bahneinschnitt N von Helmstadt                                                              | Aufschluss         | Helmstadt-Bargen Gemarkung Helmstadt                 | 49° 20′ 3,2″ N, 8° 58′ 37,5″ O  |      | Geologische Einheit: Oberer Buntsandstein |
| 3746                 | Böschung im Gewann Steige SSE vom Bhf. Helmstadt                                            | Aufschluss         | Helmstadt-Bargen Gemarkung Helmstadt                 | 49° 18′ 58,2″ N, 8° 58′ 42″ O   |      | Geologische Einheit: Unterer Muschelkalk |
| 3747                 | Aufgel. Tagebau auf der Bergkuppe des Hinkelstein NE von Balzenbach                         | Aufschluss         | Hemsbach                                             | 49° 36′ 6,2″ N, 8° 41′ 44,5″ O  |      | Geologische Einheit: Barytquarz |
| 3748                 | Aufg. Steinbruch im Apfelbachtal an Straße W von Heiligkreuz                                | Aufschluss         | Hirschberg an der Bergstraße Gemarkung Großsachsen   | 49° 30′ 43,3″ N, 8° 41′ 0,8″ O  |      | Geologische Einheit: Granodiorit |
| 3749                 | S.Hang des Hundskopfes E von Großsachsen                                                    | Aufschluss         | Hirschberg an der Bergstraße Gemarkung Großsachsen   | 49° 30′ 37,3″ N, 8° 40′ 31″ O   |      | Geologische Einheit: Baryt |
| 3750                 | Aufg.Steinbruch N unterhalb der Hirschburg E von Leutershausen                              | Aufschluss         | Hirschberg an der Bergstraße Gemarkung Leutershausen | 49° 29′ 28,1″ N, 8° 40′ 34,5″ O |      | Geologische Einheit: Granit |
| 3751                 | Hohe Waid SW-Gipfel NE von Schriesheim                                                      | Aufschluss         | Hirschberg an der Bergstraße Gemarkung Leutershausen | 49° 29′ 22,7″ N, 8° 41′ 12,8″ O |      | Geologische Einheit: Granat |
| 3752                 | Aufschluss beim Pavillon an der Albertsteige E von Leutershausen                            | Aufschluss         | Hirschberg an der Bergstraße Gemarkung Leutershausen | 49° 29′ 45,6″ N, 8° 40′ 33,4″ O |      | Geologische Einheit: Granit |
| 3753                 | Aufg. Steinbruch ca. 150 m N des Goosbrunnens an der Straße Leimen-Gaiberg                  | Aufschluss         | Leimen                                               | 49° 21′ 16,1″ N, 8° 42′ 29,2″ O |      | Geologische Einheit: Mittlerer Buntsandstein |
| 3754                 | Aufg. Steinbruch ca. 200 m S des Goosbrunnens                                               | Aufschluss         | Leimen                                               | 49° 21′ 7,6″ N, 8° 42′ 30,7″ O  |      | Geologische Einheit: Oberer Buntsandstein |
| 3755                 | Tongrube ca. 500 m SSW vom Kloster Lobenfeld                                                | Aufschluss         | Lobbach Gemarkung Lobenfeld                          | 49° 20′ 41,8″ N, 8° 51′ 37,8″ O |      | Geologische Einheit: Löss |
| 3756                 | Tongrube westlich der B 3 zwischen Wiesloch und Bad Schönborn                               | Aufschluss         | Malsch Gemarkung Malschenberg                        | 49° 14′ 52″ N, 8° 39′ 39,4″ O   |      | Geologische Einheit: Mergel des Obereozän |
| 3757                 | Aufg. Mergelgrube ca. 250 m W der Kapelle am W-Hang des Letzenbergs bei Malschenberg        | Aufschluss         | Malsch                                               | 49° 15′ 3,5″ N, 8° 40′ 28,8″ O  |      | Geologische Einheit: Mittlerer Keuper |
| 3758                 | Steinbruch ca. 600 m SO vom Bhf. Mauer am NE-Hang des Schneebergs                           | Aufschluss         | Mauer                                                | 49° 19′ 57,5″ N, 8° 47′ 58″ O   |      | Geologische Einheit: Oberer Muschelkalk |
| 3759                 | Aufg. Steinbruch auf dem Hummelberg SW von Mönchzell                                        | Aufschluss         | Meckesheim                                           | 49° 19′ 57,7″ N, 8° 50′ 26,6″ O |      | Geologische Einheit: Unterer Muschelkalk |
| 3760                 | Aufg. Steinbruch am NE-Ausgang von Mönchzell                                                | Aufschluss         | Meckesheim Gemarkung Mönchzell                       | 49° 20′ 13,9″ N, 8° 51′ 18,6″ O |      | Geologische Einheit: Unterer Muschelkalk |
| 3761                 | Böschungsaufschluss NW des Friedhofs von Mühlhausen                                         | Aufschluss         | Mühlhausen                                           | 49° 15′ 15,3″ N, 8° 43′ 17,3″ O |      | Geologische Einheit: Bunte Mergel |
| 3762                 | Tonmergelgrube am südl. Ortsende von Rettigheim                                             | Aufschluss         | Mühlhausen Gemarkung Rettigheim                      | 49° 13′ 50,5″ N, 8° 41′ 28,6″ O |      | Geologische Einheit: Obtususton-Formation |
| 3763                 | Bahnböschung NE von Schloss Neckarbischofsheim                                              | Aufschluss         | Neckarbischofsheim                                   | 49° 17′ 47,3″ N, 8° 57′ 14,4″ O |      | Geologische Einheit: Basaltgang |
| 3764                 | Steinbruch und Zementwerk Obergimpern NW vom Helmhof                                        | Aufschluss         | Neckarbischofsheim                                   | 49° 17′ 9,8″ N, 8° 59′ 11,7″ O  |      | Geologische Einheit: Oberer Muschelkalk |
| 3765                 | Aufg. Steinbruch N von Untergimpern                                                         | Aufschluss         | Neckarbischofsheim Gemarkung Untergimpern            | 49° 16′ 21,2″ N, 9° 1′ 15,4″ O  |      | Geologische Einheit: Unterer Keuper |
| 3766                 | Aufg. Steinbruch am Wehrsteg der Schleuse, Neckarsteinach                                   | Aufschluss         | Neckargemünd Gemarkung Dilsberg                      | 49° 24′ 3″ N, 8° 50′ 24,9″ O    |      | Geologische Einheit: Unterer Buntsandstein |
| 3767                 | Aufg. Steinbrüche im Neckartal an der Straße Neckargemünd-Rainbach                          | Aufschluss         | Neckargemünd                                         | 49° 23′ 27,9″ N, 8° 48′ 41,8″ O |      | Geologische Einheit: Unterer Buntsandstein |
| 3768                 | Aufg. Lehmgrube/Sandgrube in Waldhilsbach                                                   | Aufschluss         | Neckargemünd Gemarkung Waldhilsbach                  | 49° 22′ 40,4″ N, 8° 46′ 8,3″ O  |      | Geologische Einheit: Pliozäne Sande |
| 3769                 | Weiße Hohle östlich von Nussloch                                                            | Hohlweg            | Nußloch                                              | 49° 19′ 17,9″ N, 8° 42′ 33,9″ O |      | Geologische Einheit: Löss |
| 3770                 | Steinbruch am Hang des Stupfelbergs SE von Nussloch                                         | Aufschluss         | Nußloch                                              | 49° 18′ 45,6″ N, 8° 42′ 36,5″ O |      | Geologische Einheit: Unterer Muschelkalk |
| 3772                 | Aufg. Steinbruch am W-Hang des Hirschbergs NE von Nußloch                                   | Aufschluss         | Nußloch                                              | 49° 20′ 7,4″ N, 8° 42′ 8,8″ O   |      | Geologische Einheit: Mittlerer Buntsandstein |
| 3773                 | Tongrube an der B 3 S von Frauenweiler                                                      | Aufschluss         | Rauenberg                                            | 49° 16′ 14,4″ N, 8° 40′ 23,8″ O |      | Geologische Einheit: Oligozäne Tonsteine |
| 3774                 | Hohlweg und Bachriss ca. 350 m E der Kapelle auf dem Mannaberg bei Rauenberg                | Hohlweg            | Rauenberg                                            | 49° 16′ 19″ N, 8° 42′ 57,2″ O   |      | Geologische Einheit: Mittlerer Keuper |
| 3775                 | Burggraben E von Rauenberg, Böschung ca. 80 m NNW vom P. 180,8                              | Aufschluss         | Rauenberg                                            | 49° 16′ 7,9″ N, 8° 42′ 47,3″ O  |      | Geologische Einheit: Stubensandstein |
| 3776                 | Burggraben E von Rauenberg, Böschung ca. 140 m NE vom P. 180,8                              | Aufschluss         | Rauenberg                                            | 49° 16′ 8,9″ N, 8° 42′ 53,8″ O  |      | Geologische Einheit: Mittlerer Keuper |
| 3777                 | Burggraben E von Rauenberg, Böschung ca. 140 m SO vom P 180,8 bei der Kreuzigungsgruppe     | Aufschluss         | Rauenberg Gemarkung Rotenberg                        | 49° 16′ 2,8″ N, 8° 42′ 53,8″ O  |      | Geologische Einheit: Mittlerer Keuper |
| 3778                 | Aufschluss Westportal Straßentunnel B 37, Hirschhorn                                        | Aufschluss         | Schönbrunn                                           | 49° 26′ 19,9″ N, 8° 53′ 59,3″ O |      | Geologische Einheit: Unterer Buntsandstein |
| 3779                 | Aufg. Steinbruch im Bannwald oberh. des Herrmannsgrunds NNW von Stamberg                    | Aufschluss         | Schriesheim                                          | 49° 29′ 9,5″ N, 8° 41′ 36,2″ O  |      | Geologische Einheit: Feldspat |
| 3780                 | Aufschluss Waldwegkehre Altenbachtal S des Ursenbacher Hofs                                 | Aufschluss         | Schriesheim                                          | 49° 28′ 53″ N, 8° 43′ 40,5″ O   |      | Geologische Einheit: Rotliegend |
| 3781                 | Aufschluss an Weggabelung Grosse Vokling am Alten Schleichwald SW von Altenbach             | Aufschluss         | Schriesheim                                          | 49° 28′ 40″ N, 8° 43′ 35,6″ O   |      | Geologische Einheit: Rotliegend |
| 3782                 | Aufschluss am Sportplatz auf der Kipp                                                       | Aufschluss         | Schriesheim                                          | 49° 28′ 56,3″ N, 8° 44′ 23,2″ O |      | Geologische Einheit: Rotliegend |
| 3783                 | Aufschluss im Weiten Tal E von Schriesheim                                                  | Aufschluss         | Schriesheim                                          | 49° 28′ 41″ N, 8° 41′ 37,4″ O   |      | Geologische Einheit: Diorit |
| 3784                 | Aufschluss an der Straße Schriesheim-Altenbach                                              | Aufschluss         | Schriesheim                                          | 49° 28′ 30,8″ N, 8° 42′ 58,9″ O |      | Geologische Einheit: Grenze Rotliegend Grundgebirge |
| 3785                 | Aufschluss an Wegböschung oberhalb der Strahlenburg SE von Schriesheim                      | Aufschluss         | Schriesheim                                          | 49° 28′ 28,5″ N, 8° 40′ 11,5″ O |      | Geologische Einheit: Granit |
| 3786                 | Aufschluss oberhalb der Strahlenburg am Weg von der Strahlenburg zur Schanze auf dem Ölberg | Aufschluss         | Schriesheim                                          | 49° 28′ 27,5″ N, 8° 40′ 17,5″ O |      | Geologische Einheit: Granit |
| 3787                 | Aufschluss Leichtersberg NW-Hang oberhalb der Kleinen Vokling                               | Aufschluss         | Schriesheim                                          | 49° 28′ 22,5″ N, 8° 43′ 17,8″ O |      | Geologische Einheit: Rotliegend |
| 3788                 | Aufg. Gemeindesteinbruch im Katzenbachtal am S-Hang des Leichtersbergs                      | Aufschluss         | Schriesheim                                          | 49° 28′ 1,9″ N, 8° 44′ 9,6″ O   |      | Geologische Einheit: Tuff-Brekzie |
| 3789                 | Aufschluss am Eisengrubenweg NE von Schriesheim vor dem Sattel der Zins                     | Aufschluss         | Schriesheim                                          | 49° 29′ 5,8″ N, 8° 40′ 52″ O    |      | Geologische Einheit: Hämatit |
| 3790                 | Gipfel der Zins ca. 500 m NE von Schriesheim                                                | Landschaftselement | Schriesheim                                          | 49° 29′ 0,3″ N, 8° 40′ 58,5″ O  |      | Geologische Einheit: Graphitschiefer |
| 3791                 | Ehem. Bergbau an der W-Flanke oberh. des Hermannsgrunds NNW von Stamberg                    | Schacht            | Schriesheim                                          | 49° 28′ 51″ N, 8° 41′ 42,3″ O   |      | Geologische Einheit: Baryt |
| 3792                 | Ehem. Bergbau auf der Oberen Griet NE von Stamberg auf der Höhe                             | Schacht            | Schriesheim                                          | 49° 28′ 52,4″ N, 8° 42′ 23″ O   |      | Geologische Einheit: Baryt |
| 3793                 | Aufg. Steinbruch Auf der Kipp SE von Altenbach                                              | Aufschluss         | Schriesheim                                          | 49° 28′ 51,1″ N, 8° 44′ 32,2″ O |      | Geologische Einheit: Unterer Buntsandstein |
| 3794                 | Aufschluss am Eisengrubenweg NE von Schriesheim beim Eintritt in den Wald                   | Aufschluss         | Schriesheim                                          | 49° 28′ 51,8″ N, 8° 40′ 41,2″ O |      | Geologische Einheit: Granit |
| 3795                 | Aufschluss im Felsengrund am E Ortseingang von Schriesheim                                  | Aufschluss         | Schriesheim                                          | 49° 28′ 37,7″ N, 8° 41′ 13,6″ O |      | Geologische Einheit: Hornblende |
| 3796                 | Wegeböschung an der Abzw. der Straße Schriesheim-Altenbach ins Weite Tal                    | Aufschluss         | Schriesheim                                          | 49° 28′ 32,9″ N, 8° 41′ 22″ O   |      | Geologische Einheit: Basite |
| 3797                 | Böschung ca. 80 m SE des Sanatoriums am Eingang zum Schepbachtal                            | Aufschluss         | Schriesheim                                          | 49° 28′ 31,3″ N, 8° 42′ 0,8″ O  |      | Geologische Einheit: Biotit-Granit |
| 3798                 | Böschung ca. 150 m S der Fabrik am Eingang des Geisenbachtals                               | Aufschluss         | Schriesheim                                          | 49° 28′ 24,7″ N, 8° 41′ 2,2″ O  |      | Geologische Einheit: Biotit-Granit |
| 3799                 | Felsen am Allmannsbacher Kopf SSE von Stamberg am Beginn des nördl. Steilabfalls            | Felsformation      | Schriesheim                                          | 49° 28′ 15,2″ N, 8° 42′ 18,3″ O |      | Geologische Einheit: Tuff |
| 3800                 | Ehem. Bergbau (Ferdinandsgrube) im Allmannsbachtal NW der Wendenkopfs                       | Schacht            | Schriesheim                                          | 49° 28′ 18,5″ N, 8° 42′ 25,7″ O |      | Geologische Einheit: Baryt |
| 3801                 | Wegböschung am W-Hang des Leichtersbergs                                                    | Aufschluss         | Schriesheim                                          | 49° 28′ 17″ N, 8° 43′ 10,4″ O   |      | Geologische Einheit: Rotliegend |
| 3802                 | Wegaufschlüsse an der Wegekreuzung N der Jägerhütte ca. 700 m S von Stamberg                | Aufschluss         | Schriesheim                                          | 49° 28′ 7,7″ N, 8° 42′ 0,9″ O   |      | Geologische Einheit: Rhyolith |
| 3803                 | Straßenböschung am S-Hang des Leichtersbergs                                                | Aufschluss         | Schriesheim                                          | 49° 28′ 5,7″ N, 8° 43′ 42,8″ O  |      | Geologische Einheit: Rotliegend |
| 3804                 | Barytgang auf der Anhöhe SE der Passhöhe nördlich von Schriesheim/Ursenbach                 | Aufschluss         | Schriesheim Gemarkung Ursenbach                      | 49° 29′ 51,2″ N, 8° 43′ 33,2″ O |      | Geologische Einheit: Baryt |
| 3805                 | Aufg. Steinbruch ca. 300 m W von Adersbach an der Straße Steinsfurt-Adersbach               | Aufschluss         | Sinsheim Gemarkung Adersbach                         | 49° 15′ 49,8″ N, 8° 56′ 53,2″ O |      | Geologische Einheit: Oberer Muschelkalk |
| 3806                 | Hohlweg vom Wolfsberg zum Oberen Berg S von Dühren                                          | Hohlweg            | Sinsheim Gemarkung Dühren                            | 49° 14′ 13,6″ N, 8° 50′ 25,3″ O |      | Geologische Einheit: Gipskeuper |
| 3807                 | Aufg. Steinbruch auf dem Hühnerberg SW von Ehrstädt                                         | Aufschluss         | Sinsheim Gemarkung Ehrstädt                          | 49° 14′ 27,9″ N, 8° 58′ 6,5″ O  |      | Geologische Einheit: Grenzbereich Oberer Muschelkalk Lettenkeuper                                                                                       |
| 3808                 | Aufg. Mergelgrube ca. 300 m NE von Eschelbach beim Züchterheim                              | Aufschluss         | Sinsheim Gemarkung Eschelbach                        | 49° 15′ 22,2″ N, 8° 47′ 2,3″ O  |      | Geologische Einheit: Gipskeuper |
| 3809                 | Steinbruch Abele ca. 1000 m W von Weiler                                                    | Aufschluss         | Sinsheim Gemarkung Hilsbach                          | 49° 12′ 34,3″ N, 8° 51′ 35,8″ O |      | Geologische Einheit: Schilfsandstein |
| 3810                 | Aufg. Steinbruch an der B 39 zwischen Steinsfurt und Kirchhardt                             | Aufschluss         | Sinsheim Gemarkung Reihen                            | 49° 13′ 38,7″ N, 8° 56′ 42,5″ O |      | Geologische Einheit: Oberer Muschelkalk |
| 3811                 | Aufg. Steinbruch W vom Bhf. Reihen                                                          | Aufschluss         | Sinsheim Gemarkung Reihen                            | 49° 12′ 53,9″ N, 8° 54′ 25,2″ O |      | Geologische Einheit: Oberer Muschelkalk |
| 3812                 | Aufg. Lehmgrube E von Reihen                                                                | Aufschluss         | Sinsheim Gemarkung Reihen                            | 49° 13′ 3,7″ N, 8° 55′ 27,4″ O  |      | Geologische Einheit: Löss |
| 3813                 | Aufg. Steinbruch in der Bockenhälde ca. 800 m E des Steinsbergs bei Weiler                  | Aufschluss         | Sinsheim Gemarkung Reihen                            | 49° 12′ 46,4″ N, 8° 53′ 20,5″ O |      | Geologische Einheit: Oberer Muschelkalk |
| 3814                 | Aufg. Steinbruch ca. 1400 m N des Friedhofs von Sinsheim                                    | Aufschluss         | Sinsheim                                             | 49° 16′ 25,2″ N, 8° 52′ 38,4″ O |      | Geologische Einheit: Oberer Muschelkalk |
| 3815                 | Aufg. Steinbruch an der Schmollenmühle NW von Sinsheim                                      | Aufschluss         | Sinsheim                                             | 49° 15′ 35,6″ N, 8° 51′ 19,4″ O |      | Geologische Einheit: Unterer Keuper |
| 3816                 | Aufg. Steinbruch auf der Burghälde SE von Dühren                                            | Aufschluss         | Sinsheim                                             | 49° 14′ 27,6″ N, 8° 50′ 58,8″ O |      | Geologische Einheit: Schilfsandstein |
| 3817                 | Aufg. Steinbruch ca. 600 m NE von Steinsfurt an der Straße Steinsfurt-Adersbach             | Aufschluss         | Sinsheim Gemarkung Steinsfurt                        | 49° 14′ 44″ N, 8° 54′ 54,6″ O   |      | Geologische Einheit: Unterer Muschelkalk |
| 3818                 | Aufg. Steinbruch im Waldgebiet Wolfsgarten W von Weiler                                     | Aufschluss         | Sinsheim Gemarkung Weiler                            | 49° 12′ 35,5″ N, 8° 50′ 52,8″ O |      | Geologische Einheit: Schilfsandstein |
| 3819                 | Steinbruch Abele beim Sportplatz NW von Weiler                                              | Aufschluss         | Sinsheim Gemarkung Weiler                            | 49° 12′ 57″ N, 8° 52′ 11,8″ O   |      | Geologische Einheit: Schilfsandstein |
| 3820                 | Steinsberg bei Sinsheim-Weiler                                                              | Landschaftselement | Sinsheim Gemarkung Weiler                            | 49° 12′ 52,5″ N, 8° 52′ 38,5″ O |      | Geologische Einheit: Unterjura |
| 3821                 | Aufg. Steinbruch am W-Hang des Speißbergs SW von Spechbach                                  | Aufschluss         | Spechbach                                            | 49° 20′ 5,9″ N, 8° 52′ 32,9″ O  |      | Geologische Einheit: Oberer Muschelkalk |
| 3822                 | Straßenböschung ca. 100 m E des Bahnübergangs der Straße Waibstadt-Epfenbach                | Aufschluss         | Waibstadt                                            | 49° 18′ 6,3″ N, 8° 55′ 14,1″ O  |      | Geologische Einheit: Geologische Einheit: Oberer Buntsandstein                                                                                          |
| 3823                 | Aufg. Steinbruch ca. 1000 m SW des Ortsendes von Waibstadt an der Straße nach Sinsheim      | Aufschluss         | Waibstadt                                            | 49° 16′ 59,9″ N, 8° 54′ 43″ O   |      | Geologische Einheit: Oberer Muschelkalk |
| 3824                 | Aufg. Gemeindesteinbruch am Steinberg SW von Oberflockenbach                                | Aufschluss         | Weinheim Gemarkung Oberflockenbach                   | 49° 30′ 20,6″ N, 8° 43′ 24,1″ O |      | Geologische Einheit: Granit |
| 3825                 | Aufg. Steinbruch hinter dem Jugendlager am nördlichen Steinberg                             | Aufschluss         | Weinheim Gemarkung Rippenweier                       | 49° 29′ 52,4″ N, 8° 43′ 9,9″ O  |      | Geologische Einheit: Granodiorit |
| 3826                 | Aufg. Steinbruch am Saukopf NE von Weinheim                                                 | Aufschluss         | Weinheim                                             | 49° 34′ 20,1″ N, 8° 41′ 1,4″ O  |      | Geologische Einheit: Granodiorit |
| 3827                 | Steinbruch am Wachenberg E von Weinheim                                                     | Aufschluss         | Weinheim                                             | 49° 33′ 6,4″ N, 8° 41′ 21,8″ O  |      | Geologische Einheit: Rhyolith |
| 3828                 | Wildleutstein W von Lampenhain                                                              | Felsformation      | Weinheim Gemarkung Oberflockenbach                   | 49° 29′ 51,1″ N, 8° 44′ 51,7″ O |      | Geologische Einheit: Granit |
| 3829                 | Straßenaufschluss an der Straße Großsachsen-Rittenweier E der Abzw. nach Heiligkreuz        | Felsformation      | Weinheim Gemarkung Rippenweier                       | 49° 30′ 38,8″ N, 8° 41′ 29,2″ O |      | Geologische Einheit: Granodiorit |
| 3830                 | Aufschluss an der Straße Weinheim-Birkenau hinter der 2. Bahnüberführung nach Weinheim      | Aufschluss         | Weinheim                                             | 49° 33′ 18,3″ N, 8° 41′ 10,3″ O |      | Geologische Einheit: Granodiorit und Granit |
| 3831                 | Wachenburg ESE von Weinheim, Klippen am Wendeplatz unter der Burg                           | Aufschluss         | Weinheim                                             | 49° 32′ 56,6″ N, 8° 41′ 6,9″ O  |      | Geologische Einheit: Granitporphyr |
| 3832                 | Aufg. Steinbruch am Fahlgraben SSE von Wiesenbach                                           | Aufschluss         | Wiesenbach                                           | 49° 21′ 16,8″ N, 8° 48′ 49,8″ O |      | Geologische Einheit: Unterer Muschelkalk |
| 3833                 | Steinbruch Hessler im Schlangengrundgraben NE des psychiatr. Landeskrankenhauses Wiesloch   | Aufschluss         | Wiesloch                                             | 49° 18′ 29,4″ N, 8° 43′ 1,4″ O  |      | Geologische Einheit: Unterer Muschelkalk |
| 3834                 | Tongrube am Dämmelwald W von Wiesloch                                                       | Aufschluss         | Wiesloch                                             | 49° 18′ 4,8″ N, 8° 40′ 47,9″ O  |      | Geologische Einheit: Schichten des mittleren Oligozäns                                                                                                  |
| 3835                 | Aufg. Steinbruch E vom Bhf. Zuzenhausen                                                     | Aufschluss         | Zuzenhausen                                          | 49° 17′ 51,4″ N, 8° 49′ 43,5″ O |      | Geologische Einheit: Oberer Muschelkalk |
| 3836                 | Wegböschung ca. 1150 m W vom Bhf. Zuzenhausen                                               | Aufschluss         | Zuzenhausen                                          | 49° 17′ 50,3″ N, 8° 48′ 18,4″ O |      | Geologische Einheit: Gipskeuper |